# بالا بهمن‌لی
بالا بهمن‌لی (به ترکی آذربایجانی: Bala Bəhmənli) یک منطقهٔ مسکونی در جمهوری آذربایجان است که در شهرستان فضولی واقع شده‌است. بالا بهمن‌لی ۳٬۲۹۷ نفر جمعیت دارد.